# Kaiirî, Berezivka
Kaiirî (în ucraineană Каїри) este un sat în comunei Kurisove din raionul Berezivka, regiunea Odesa, Ucraina.

## Demografie
Componența lingvistică a localității Kaiirî
     Ucraineană (93,84%)
     Rusă (3,52%)
     Română (1,47%)
     Alte limbi (0,73%)
Conform recensământului din 2001, majoritatea populației localității Kaiirî era vorbitoare de ucraineană (93,84%), existând în minoritate și vorbitori de rusă (3,52%) și română (1,47%).